# 紫雲出山遺跡

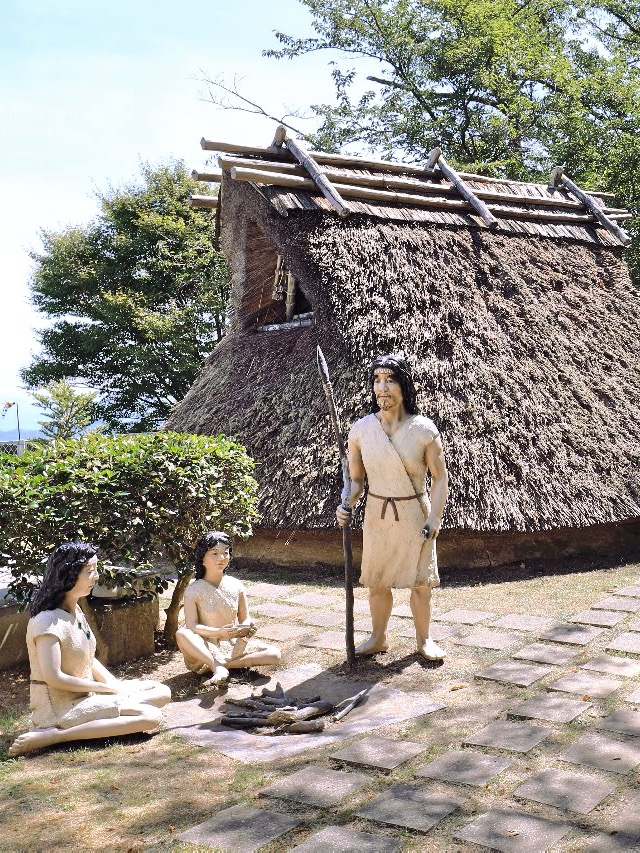
紫雲出山遺跡

紫雲出山遺跡（しうでやまいせき/しうんでやまいせき/しゅうでやまいせき）は、香川県三豊市詫間町に所在する弥生時代中期後半の高地性集落の遺跡である。2019年（令和元年）10月16日に国の史跡に指定されている。

## 概要
本遺跡は、燧灘（ひうちなだ）に突出する岬上の先端にそびえる標高352メートルの紫雲出山山頂にあり、絶好の視野と眺望とに恵まれている。
本遺跡の出土遺物の種類は、普通の集落跡における一通りのものがそろっており、その点では特殊性は認められない。従って、紫雲出山遺跡は、防砦・見張台・烽台（のろしだい）というようなもののみによって成り立っている特殊な遺跡ではなく、軍事的・防御的性格を帯びた集落遺跡と考えられる。また、畿内と密接な関係を保ちながら内海航路の監視の重要な拠点であった可能性も考えられる。
本遺跡は、弥生時代中期の初めごろから始まって、出土遺物の量から判断して、中期も終わりに近づくにつれて集落の規模が拡大し、人口も増加したらしいが、中期をもって終わっている。政治・社会の変革は、もはや不便な山頂に居住することを必要としなくなったのであろう。そして、本遺跡の東南約2キロメートルの低地に後身の船越集落が出来ている。
本遺跡から出土した石鏃や剣先が豊富な事実と石鏃の重さから、弥生時代に戦いがあったと佐原真は考えた。
1947年（昭和22年）4月、山頂での造園植樹中に土器が出土したのが遺跡発見の端緒となった。1955年（昭和30年）12月、小林行雄が調査することになった。1957年（昭和32年）8月までに第3次調査が行われ、中期前半の土器・貝輪・鹿角製結合式釣針・獣魚骨を含む大型二枚貝・サザエを主体とする貝塚が出土している。また、1988年（昭和63年）8月、資料館建設に伴う発掘調査で、2.8×3.2メートルの円形竪穴建物1棟、一辺2.5メートル、一間四方の高床建物1棟が検出された。竪穴建物跡は朝鮮半島の松菊里との関係が注目される。さらに2016年（平成28年）には大型掘立柱建物の遺構が検出されており、本遺跡が瀬戸内海の交通の監視を意図した可能性を高めている。

## 出土石器
本遺跡出土の石器の量は、優に畿内の大遺跡のそれに匹敵する。
弥生時代前期の打製石鏃は斉一性を持ち、九州から伊勢湾沿岸に至までの各地域で共通した形式であり、凹基無茎式と平基無茎式とが絶対多数を占めている。
弥生時代中期の打製石器は、凸基無茎式と凸基有茎式との2形式が多数を占めるようになった。前者の出現期は中期はじめに溯り、後者のそれは中期中葉が上限である。そして、中期後半には先の2形式が打製石器の約九割を占めるようになった。本遺跡の出土の打製石鏃も凸基式の有茎・無茎の2形式が大多数を占めるようになった。それは、畿内地方からの影響を考えられる。同じ香川県でも、より畿内に近い東部において凸基式群の占める割合が大きい。
石鏃の形式と長さ・重さとの関係は次の通りである。凹・平基式群の長さ3センチメートル未満、重さ2グラム未満、凸基式群は長さ3センチメートル以上、重さ2グラム以上のものがそれぞれ大多数を占めている。この関係は、弥生時代前期の北九州から伊勢湾似いたる各地域の打製石鏃についても言えることであり、弥生時代中期の畿内や中部瀬戸内地域の打製石鏃についても言えることである。本遺跡についても当てはまることである。
これらの石鏃の機能は、凹・平基式群の石鏃の基端は獲物を傷つけることに有効な働きをし、凸基式群の石鏃は、おそらく深く突き刺さることを目的としたものである。